# Knocked Out Loaded
Knocked Out Loaded är ett album av Bob Dylan, utgivet 1986 på Columbia Records.
Albumet brukar ses som ett av Dylans svagare. Den episka låten "Brownsville Girl" ses ofta som dess stora behållning och det som räddar albumet. Det sålde också dåligt och räckte inte till mer än en 53:e plats på albumlistan i USA och 35:e plats i Storbritannien.

## Låtlista
Låtarna skrivna av Bob Dylan, där inget annat namn anges.
1. "You Wanna Ramble" (Junior Parker) - 3:17
2. "They Killed Him" (Kris Kristofferson) - 4:04
3. "Driftin' Too Far From Shore" - 3:42
4. "Precious Memories" (trad.) - 3:15
5. "Maybe Someday" - 3:19
6. "Brownsville Girl" (Bob Dylan, Sam Shepard) - 11:03
7. "Got My Mind Made Up" (Bob Dylan, Tom Petty) - 2:55
8. "Under Your Spell" (Bob Dylan, Carole Bayer Sager) - 3:56